# Melecta guilochei
Melecta guilochei är en biart som beskrevs av Dusmet y Alonso 1915. Melecta guilochei ingår i släktet sorgbin, och familjen långtungebin. Inga underarter finns listade i Catalogue of Life.